# Museu Terra de Israel

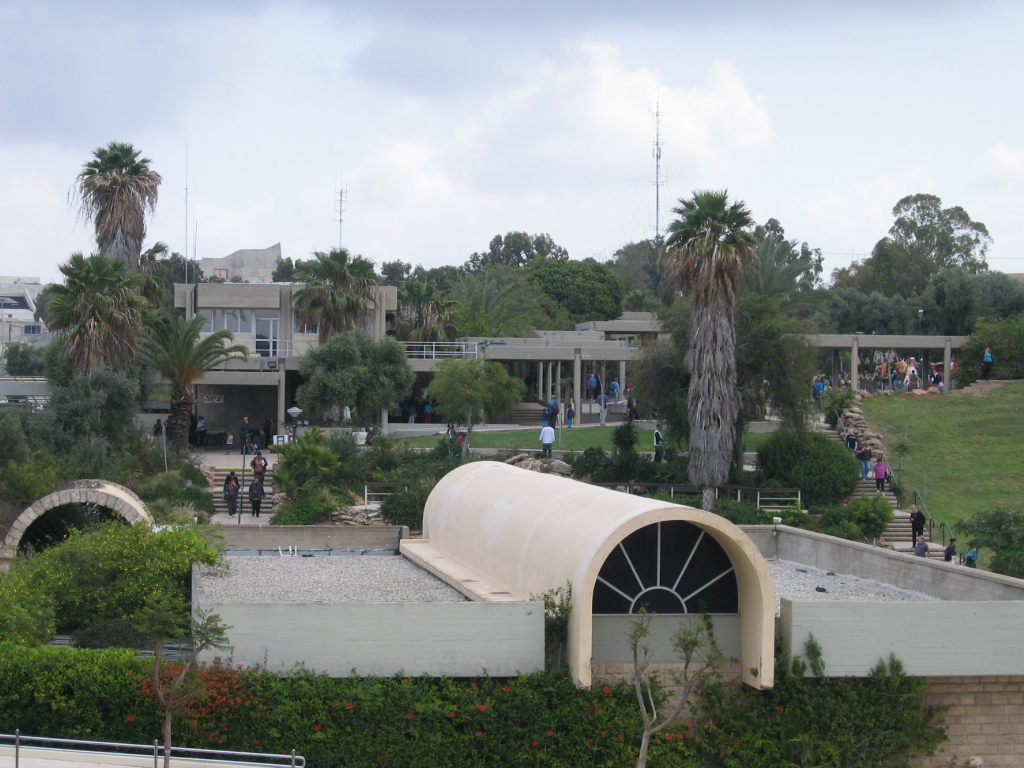

Museu Terra de Israel (Eretz Israel Museum), criado em 1953 em Tel Aviv, tem uma grande exibição de artefatos arqueológicos, antropológicos e históricos organizados em uma série de pavilhões de exposições em suas terras. Cada pavilhão é dedicado a um tema diferente: vidro, cerâmica, moedas, cobre e outros assuntos. O museu também tem um planetário.
O "homem e seu trabalho" características as demonstrações ao vivo de antigos métodos de tecelagem, fabricação de jóias, olaria, cozimento de grãos, moagem e pão. Tel Quasile, uma escavação no qual 12 camadas distintas da cultura foram descobertas, é a razão do museu.